# Usedom-Beachcup

UBC-Centercourt-Panorama

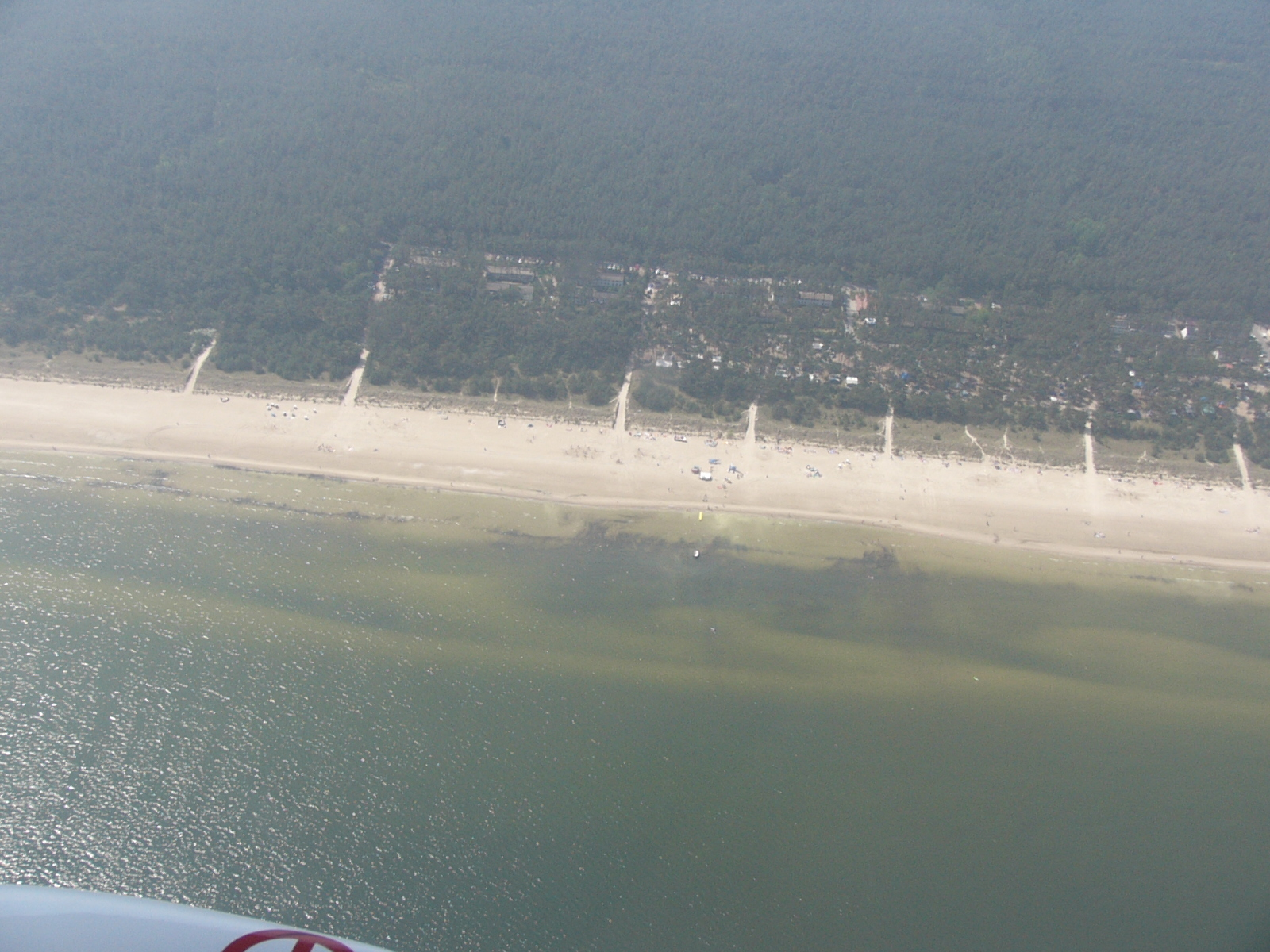
Der Strand von Karlshagen, Schauplatz des Usedom-Beachcups

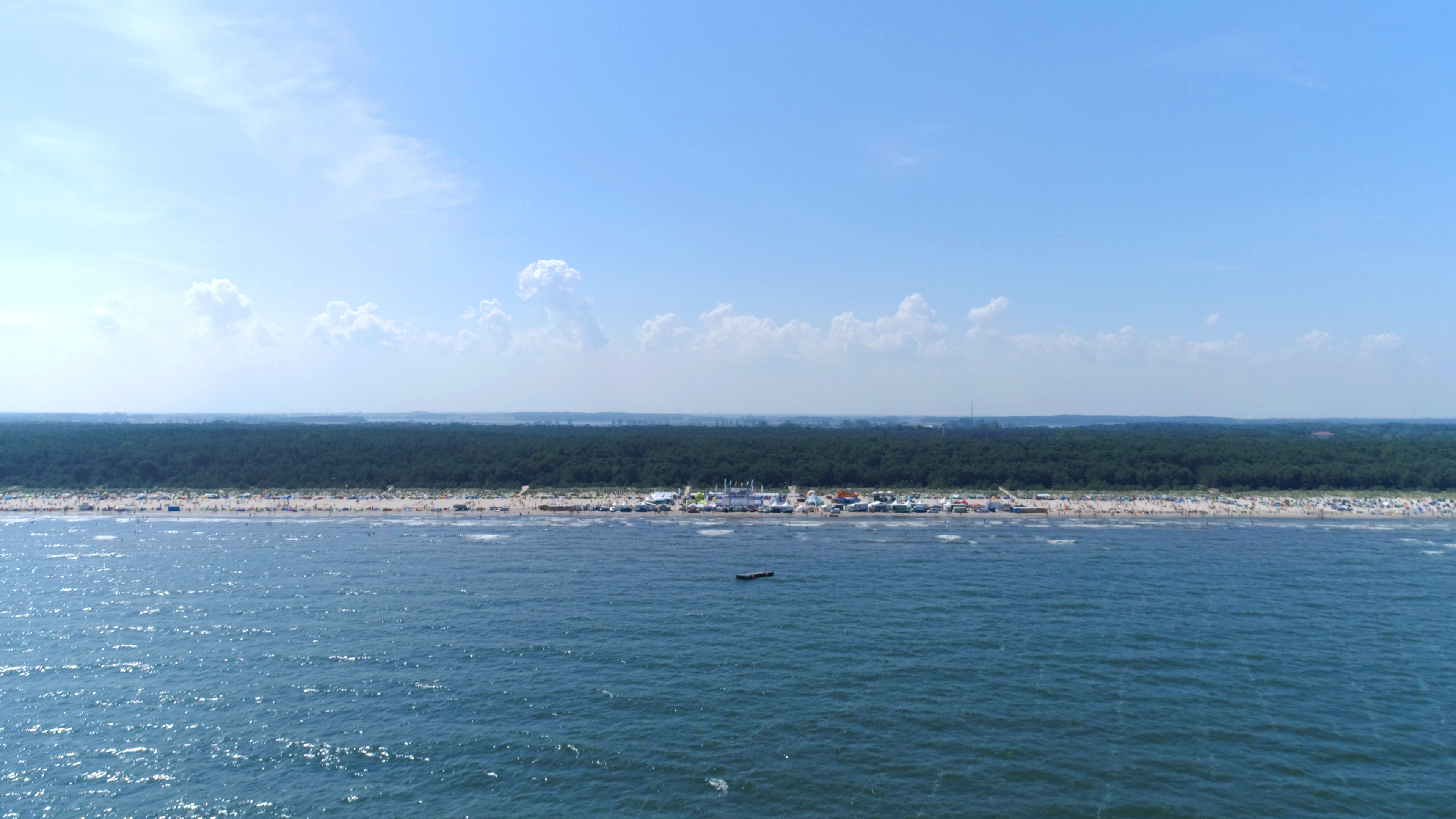
Usedom-Beachcup-Beachmeile

Der Usedom-Beachcup (UBC) ist eines der größten Beachvolleyball-Turnierveranstaltungen der Welt und war laut Guinness-Buch der Rekorde 2007 und 2008 das weltgrößte Turnier dieser Art. Diese Beachvolleyballveranstaltung findet jährlich mit nationaler und internationaler Beteiligung am Strand des Ostseebades Karlshagen auf der Insel Usedom im Landkreis Vorpommern-Greifswald statt. Im Jahr 2022 soll der Usedom-Beachcup vom 29. bis zum 31. Juli stattfinden.
Der erste Usedom-Beachcup wurde im Mai 2000 als Vorbereitungsturnier der Beachvolleyballmeisterschaften des Volleyballverbandes Mecklenburg-Vorpommern (VMV) vom ESV Turbine Greifswald ausgerichtet. 2001 wurde der UBC erstmals als Ranglistenturnier des VMV durchgeführt und war mit 292 Teilnehmern das bis dahin größte Turnier des Verbandes. Die Teilnehmerzahl stieg in den folgenden Jahren kontinuierlich an und überschritt 2008 erstmals die Zahl von 1000 teilnehmenden Sportlern. Seit 2005 wird die Veranstaltung neben dem ESV Turbine Greifswald durch einen Förderverein unterstützt. 2009 musste die Teilnehmerzahl aus organisatorischen Gründen auf 120 Männer- und 96 Frauenteams begrenzt werden.
Hauptsponsor der Veranstaltung war von 2008 bis 2015 der Mobilfunkkonzern Telefónica Germany. Ab 2016 übernahm die Wärmeversorgungs- und Contracting-Unternehmensgruppe Danpower diese Funktion.
Fakten zum Usedom-Beachcup 2019:

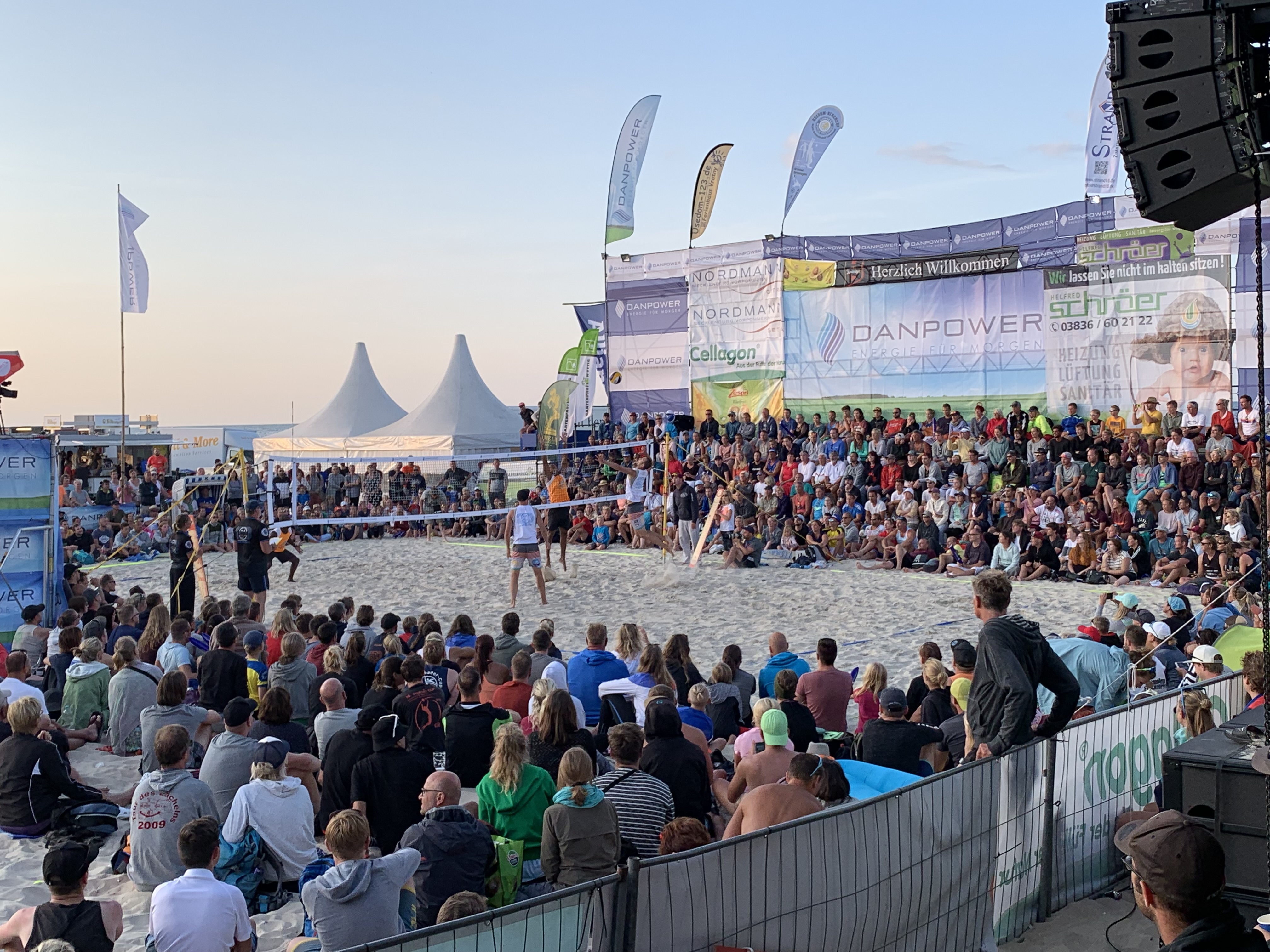
Usedom-Beachcup-Centercourt

- Die gesamte Organisation wurde abermals durch zwei ehrenamtliche, gemeinnützige Vereine mit knapp 200 Ehrenamtlichen bewerkstelligt (Usedom-Beachcup Förderverein e.V. & ESV Turbine Greifswald).
- 90 aktiv bespielte Beachvolleyball-Courts wurden errichtet.
- 1.248 aktive Beachvolleyballer nahmen in über 460 Teams am Turnierbetrieb teil.
- Erstmals der USEDOM-Active-Kids-Cup sponsored by toom-Baumarkt Anklam für die junge Generation durchgeführt.
- Über 35.000 Besucher über das gesamte Wochenende.[1]
- Sportler aus ganz Deutschlands und Europa traten an. Darunter Spieler der Nationalmannschaft, Bundesliga und Deutsche Beach-Serie, ebenso wie Freizeitsportler.
- der Usedom-Beachcup wurde als eine der ersten Freiluftveranstaltungen in der Region „GREEN“ realisiert.
- Veranstaltungen wurden online übertragen.[2]

2020 und 2021 fiel die Veranstaltung aufgrund der Covid-19-Pandemie aus.
| Jahr      | Teams  | Teams  | Teams       | Teams    | Sportler | Spielfelder |
| Jahr      | Männer | Frauen | Quattro-Mix | Sonstige | Sportler | Spielfelder |
| 2000      | 48     | 24     |             |          |          |             |
| 2001      | 78     | 34     | 17          | 5        | 292      |             |
| 2002      | 95     | 32     | 27          | 18       | 425      | 27          |
| 2003      | 95     | 32     | 26          | 18       | 420      | 32          |
| 2004      | 118    | 46     | 45          | 15       | 583      | 44          |
| 2005      | 120    | 72     | 48          | 24       | 672      | 52          |
| 2006      | 126    | 84     | 80          | 24       | 880      | 74          |
| 2007      | 118    | 83     | 74          | 59       | 890      | 70          |
| 2008      | 130    | 94     | 98          | 90       | 1020     | 80          |
| seit 2009 | 120    | 96     | 96          | 168      | 1248     | 90          |

Mit 890 Teilnehmern 2007 und 1020 im Jahr 2008 wurde die Veranstaltung im Guinness-Buch der Rekorde als größtes Beachvolleyballturnier genannt.